# Zabíjení po česku
Zabíjení po česku je název českého televizního dokumentárního filmu z roku 2010 a stejnojmenné knihy režiséra Davida Vondráčka.

## Obsah
Dokument shrnuje události v českých městech a obcích těsně po skončení druhé světové války, konkrétně několika případy zabíjení německých civilistů v době divokých odsunů. Stěžejním tématem filmu je masakr v Postoloprtech, kde československé vojenské jednotky a revoluční gardisté zastřelili 763 německých civilistů. Součástí snímku jsou také dobové záběry masakru v Praze na Bořislavce.
Jedná se o první seriózní zdokumentování pozadí násilností páchaných Čechy na Němcích, které se česká strana snažila po desetiletí zakrývat. V dokumentu se k tématu vyjadřují němečtí i čeští svědkové událostí.

## Ocenění
Snímek byl oceněn Cenou časopisu Respekt a Cenou Franze Werfela za lidská práva udělované Centrem proti vyhnání německého Svazu vyhnaných.